# Скронева частка
Скроне́ва частка (лат. lobus temporalis) — одна з чотирьох великих часток кори головного мозку. Вона розташована нижче латеральної борозни (лат. sulcus lateralis cerebri) на обох півкулях головного мозку
В скроневій долі відбувається опрацювання сенсорної інформації для подальшого збереження, в тому числі, візуальної, мовної (семантичної), емоційної та асоціативної пам'яті.:21

## Структура

### Медіальна скронева частка
Медіальна ділянка скроневої частки має особливе значення. Вона складаються зі структур, життєво важливих для декларативної та довготривалої пам'яті. Декларативна пам'ять призначена для підтримки розумових процедур, заснованих на процесах оперування поняттями й поділяється на епізодичну (події) та семантичну пам'ять (факти).:194 Структури медіальної скроневої частки включають сам гіпокамп і ділянку навколо гіпокампа, зокрема, перірінальну, енторінальну та парагіпокампальну ділянки (поле Бродмана 34, поле Бродмана 35, поле Бродмана 36 і поле Бродмана 27):196 Гіпокамп має вирішальне значення для формування пам'яті. Навколишні ділянки медіальної скроневої кори також теоретично можуть мати аналогічне значення. Префронтальна кора (поля Бродмана 8, 9, 10, 11, 12, 13, 14, 24, 25, 32, 44, 45, 46, and 47). і зорової кори також беруть участь у функції експліцитної, або декларативної пам'яті.:21
Дослідження показали, що пошкодження в гіпокампі мавпи призводять до обмеженого порушення функції, в той час як великі пошкодження, які захоплюють гіпокамп і медіальну скроневу кору, викликають важкі порушення.

## Функції

### Обробка вхідної сенсорної інформації
СлуховаПрилеглі райони, у верхній, задній і бічних частинах скроневих часток беруть участь у високорівневій обробці слухової інформації. Скронева частка залучена до первинного слухового сприйняття й є осередком первинної слухової кори. Первинна слухова кора головного мозку отримує сенсорну інформацію від вух і передає на вторинні ділянки обробки інформації, де вона розбивається на смислові одиниці, такі як, наприклад, слова. Верхня скронева звивина містить ділянку (у межах латеральної щілини), де слухові сигнали від завитки вперше досягають кори головного мозку і обробляються первинною слуховою корою в лівій скроневій частці.
ВізуальнаДілянки, пов'язані з візуальною інформацією в скроневій частці інтерпретують значення зорових стимулів і впізнають об'єкт. Вентральна частина скроневої кори задіяна в упізнаванні облич (веретеноподібна звивина лат. gyrus occipitotemporalis medialis) і сцен та пейзажів (парагіпокампальна звивина, лат. gyrus parahippocampalis). Передня частина цього вентрального потоку обробки візуальної інформації бере участь в сприйнятті і розпізнаванні об'єктів.
Скронева частка активно пов'язана з гіпокампом і відіграє ключову роль у формуванні експліцитної (довготривалої) пам'яті, яка модулюється мигдалеподібним тілом.:349

Анімований малюнок показує місцезнаходження лівої скроневої частки в мозку людини

### Розпізнавання мови
Скронева частка містить первинну слухову кору, яка має важливе значення для обробки семантики як мовної, так і візуальної. Центр Верніке, який охоплює ділянку між скроневою й потиличною частками, грає ключову роль (як і центр Брока у лобовій частці) у розпізаванні мови.

## Клінічне значення

### Однобічні ураження скроневої частки
- Контралатеральна гомонімна верхня квадрантанопія (секторальна анопсія)
- Складні галюцинації (запах, звук, зір, пам'ять)

### Домінантна півкуля
- Перцептивна афазія
  - Афазія Верніке
  - Аномічна афазія
- Дислексія
- Пошкодження вербальної пам'яті
- Словесна агнозія (словесна глухота)

### Недомінантна півкуля
- Ураження невербальної пам'яті
- Ураження музичних здібностей

### Бітемпоральні, або двосторонні скроневі пошкодження
- Глухота
- Апатія
- Ураження пам'яті й здатності до навчання
- Амнезія, синдром Корсакова, синдром Клювера Бюсі[9].[10][11][12]

### Захворювання
Хвороба Піка
також відома як фронтотемпоральна амнезія, викликається атрофією фронтотемпоральної ділянки. Емоційні симптоми включають зміни настрою, про які пацієнт може навіть і не підозрювати, в тому числі і погана концентрація уваги і агресивну поведінку по відношенню до себе і/або інших. Мовні симптоми включають втрату мови, невміння читати і/або писати, втрати словникового запасу і загальну дегенерацію рухових здібностей.
Скронева епілепсія — це хронічний неврологічний стан, що характеризується повторюваними нападами; симптоми включають в себе різні сенсорні (зорові, слухові, нюхові та смакові) галюцинації, а також нездатність до обробки семантичної та епізодичної пам'яті.